# Christoph Burckhardt (Unternehmer)

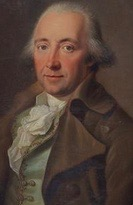
Porträt von Christoph Burckhardt von August Friedrich Oelenhainz, 1795

Christoph Burckhardt (* 10. Juli oder Juni 1740 in Basel; † 3. April 1812 ebenda) war ein Schweizer Kaufmann und Sklavenhändler.

## Leben

### Familie
Christoph Burckhardt entstammte dem Patriziergeschlecht Burckhardt und wurde als Sohn des Kaufmanns und Grossrats Christoph Burckhardt (* 24. April 1708 in Basel; † 1. August 1789 ebenda) und dessen Ehefrau Marie Elisabeth (* 1. Januar 1705 in Basel; † 19. April 1771 ebenda), die Tochter des Kaufmanns Leonhard Vischer (1657–1745), geboren; er hatte noch sechs Geschwister.
Seine Schwester Salome Burckhardt (* 3. Mai 1739 in Basel; † 19. Dezember 1779) war mit dem Mediziner Abel Socin (* 16. Januar 1729 in Basel; † 20. Oktober 1808 ebenda) verheiratet; deren gemeinsamer Sohn war der spätere Politiker und Philanthrop Bernhard Socin (1777–1854).
Sein Urgroßvater mütterlicherseits war der Kaufmann Matthias Vischer (auch Matthäus Vischer) (1623–1695).
Im Jahr 1764 heiratete er Dorothea (* 1744 in Basel; † 1821), die Tochter des Textilhändlers und Bankiers Daniel Merian (1718–1775). Aus dieser Ehe gingen fünf Söhne hervor, die in das Erbe und die geschäftlichen Belange der Familie involviert wurden, unter anderem Christoph Burckhardt (* 1766; † 1815), genannt Christophe Bourcard. Sein weiterer Sohn Leonhard Burckhardt (* 30. Januar 1772 in Basel; † 19. Mai 1846) war mit Anna Elisabeth (* 19. September 1783 in Basel; † 19. Mai 1857 ebenda), Stifterin des Kinderspitals Kleinbasel (siehe Universitäts-Kinderspital beider Basel), Tochter des Politikers Peter Vischer (1751–1823) verheiratet.
Sein Enkel war der spätere Jurist und Bankier Adolf Burckhardt (* 4. April 1826 in Basel; † 5. Oktober 1904 ebenda).

### Werdegang
Im Alter von einundzwanzig Jahren trat Christoph Burckhardt in die väterliche Firma Christoph Burckhardt & Sohn ein, in der sich bereits sein Bruder Leonhard Burckhardt (* 3. November 1729 in Basel; † 22. Februar 1817 ebenda) befand. Um den Import und Export zu erleichtern, investierten die Burckhardts seit den 1760er Jahren in Kauffahrteischiffe, die Handelsrouten nach China, Ostindien, der Westküste Afrikas und zu den westindischen Kolonien Frankreichs bedienten. Diese strategischen Investitionen trugen dazu bei, das Handelsnetzwerk der Familie erheblich zu erweitern und die Wettbewerbsfähigkeit zu steigern.
Nachdem sein Vater sich 1766 aus dem Geschäft zurückgezogen hatte, starb dieser 1789. Die beiden Söhne übernahmen nun unterschiedliche Unternehmensstrategien. Während Leonhard sich auf die Produktion konzentrierte und das Geschäft unter dem ursprünglichen Firmennamen im Ernauerhof weiter führte, gründete Christoph Burckhardt, die Christoph Burckhardt & Co. und verfolgte eine aggressive Globalisierungsstrategie. Er übernahm internationale Geschäftskontakte, zeigte jedoch wenig Interesse an lokalen Produktionsstätten. Vielmehr strebte er an, ein globales Unternehmen mit Handelsbeziehungen in der Schweiz, Frankreich, Italien, Süddeutschland, Indien, Afrika und den französischen Antillen zu werden.
Von 1787 bis 1798 amtierte er als Gerichtsherr, was seine Stellung in der Gesellschaft und in der Geschäftswelt festigte.
1787 erwarb Christoph Burckhardt den Seebacherhof am Blumenrain in Basel und errichtete zwischen 1788 und 1791 den Segerhof, ein neues Wohn- und Geschäftshaus für seine neu gegründete Firma Christoph Burckhardt & Co. Von diesem Standort aus organisierte er einen weltweiten Großhandel mit Baumwolltüchern und Kolonialwaren. Burckhardt beteiligte sich als Kommanditär an Elsässer und Badischen Zeugdruckereien und setzte deren Produkte insbesondere auf dem französischen Markt gewinnbringend ab.
Mit dem wirtschaftlichen Niedergang in Frankreich ab 1791 wandte er sich dem transatlantischen Dreieckshandel zu. Bereits sein Vater hatte sich mit Anteilscheinen am Sklavenhandel betätigt, und zwischen 1783 und 1815 investierten die Firmen der Familie in insgesamt 21 Sklavenschiffe. Der Einstieg in den Sklavenhandel erfolgte durch enge Geschäftsbeziehungen zu Basler Handelshäusern an der französischen Atlantikküste, unter anderem mit Emmanuel et Nicolas Weis et fils in La Rochelle oder Riedy & Thurninger sowie demjenigen von Benoît Bourcard in Nantes, der ein entfernter Verwandter und Teilhaber des ebenfalls im Sklavenhandel tätigen Handelshauses Pelloutier, Bourcard & Cie. (siehe Handelshaus Pelloutier#Jean Ulrich Pelloutier als Mitinhaber der Firma Pelloutier, Bourcard & Cie (1776/77 - 1789)) war. Nach der Ansiedlung seines Sohnes Christophe Bourcard in Nantes und der Gründung der Firma Bourcard, Legrand & Cie. (später Bourcard Fils & Cie.) partizipierte der Segerhof an Sklavenexpeditionen über diese neue Zweigstelle. Neben Christoph Burckhardt beteiligten sich an der Tochtergesellschaft weitere Basler Kaufleute, unter anderem die Brüder Johann Jakob (1768–1841) und Christoph Merian (1769–1849), sowie die nach den Wirren der Französischen Revolution in der Haute banque parisienne integrierten Handelsbanken Pourtalès, Perregaux und Hottinguer & Rougemont.
Christophe Bourcard investierte zudem in eigene Sklavenschiffe (Intrépide, Cultivateur), als der Atlantikhandel durch den Sklavenaufstand in der französischen Kolonie Saint-Domingue und den Seekrieg zwischen Frankreich und England beeinträchtigt wurde. Aufgrund finanzieller Verluste beging Christophe Bourcard 1815 Selbstmord, während der transatlantische Dreieckshandel für Christoph Burckhardt hauptsächlich als Zusatzgeschäft diente, das ihm Zugang zum westafrikanischen Markt verschaffte.
Die Nachfrage nach bedruckten Baumwollstoffen war hoch, und Burckhardt konnte durch Schmuggelgeschäfte während der Kontinentalsperre erhebliche Gewinne erzielen. Durch ein Netzwerk von Speditionsfirmen und Fuhrunternehmen organisierte er den illegalen Transport von englischen Waren nach Basel, die zu 80 % in Frankreich verkauft wurden. Belfort fungierte hierbei als zentrale Drehscheibe für den Weitertransport.
1806 erliess Napoleon ein Einfuhrverbot für englische Waren nach Frankreich. Um dieses Verdikt zu umgehen, schaffte die Firma Burckhardt ganze Wagenladungen englischer Baumwolle ins preussische Neuchâtel, das französisch werden sollte. Die Franzosen durchschauten allerdings den Plan, und Christoph Burckhardt erhielt eine Gefängnisstrafe, die sein ältester Sohn antreten musste.

### Segerhof-Archiv
Das sogenannte Segerhof-Archiv, seit den 1970er Jahren öffentlich zugänglich, enthält umfangreiche Korrespondenzen und Originaldokumente zum Sklavenhandel. Diese Dokumente umfassen Buchhaltungs- und Inventarbücher, Handlungsverträge, Versicherungsakten sowie Korrespondenz über den Handel mit englischen Textilien während der Kontinentalsperre. Das Firmenarchiv von Christoph Burckhardt spielt eine bedeutende Rolle in der historischen Aufarbeitung der Beteiligung von Schweizer Handelsfirmen am Kolonial- und Sklavenhandel.